# Cérilly (Allier)
Cérilly ist eine französische Gemeinde mit 1.312 Einwohnern (Stand 1. Januar 2022) im Département Allier in der Region Auvergne-Rhône-Alpes; sie gehört zum Arrondissement Montluçon und zum Kanton Bourbon-l’Archambault.

## Lage
Die Gemeinde Cérilly liegt am Rande des 10.600 Hektar umfassenden Waldgebietes Forêt Domaniale de Tronçais, etwa 35 Kilometer nördlich von Montluçon und 40 Kilometer westlich von Moulins. Im über 70 km² großen Gemeindeareal entspringt die Marmande, ein 46 Kilometer langer rechter Nebenfluss des Cher. Im westlichen Gemeindegebiet verläuft der Fluss Sologne. Umgeben wird Le Coudray-Macouard von den Nachbargemeinden Isle-et-Bardais im Norden, Couleuvre im Nordosten, Theneuille im Südosten, Le Vilhain im Süden sowie Le Brethon im Südwesten.

## Bevölkerungsentwicklung
| Jahr                       | 1962 | 1968 | 1975 | 1982 | 1990 | 1999 | 2006 | 2012 | 2022 |
| Einwohner                  | 1825 | 1958 | 1956 | 1820 | 1591 | 1568 | 1407 | 1324 | 1312 |
| Quellen: Cassini und INSEE |      |      |      |      |      |      |      |      |      |

## Sehenswürdigkeiten
- Kirche Saint-Martin aus dem 12./13. Jahrhundert, Monument historique[1]
- Kapelle Dubois aus dem 14. Jahrhundert
- Château de la Pierre
- Charles-Louis Philippe-Museum
- ehemaliges öffentliches Waschhaus (Lavoir)

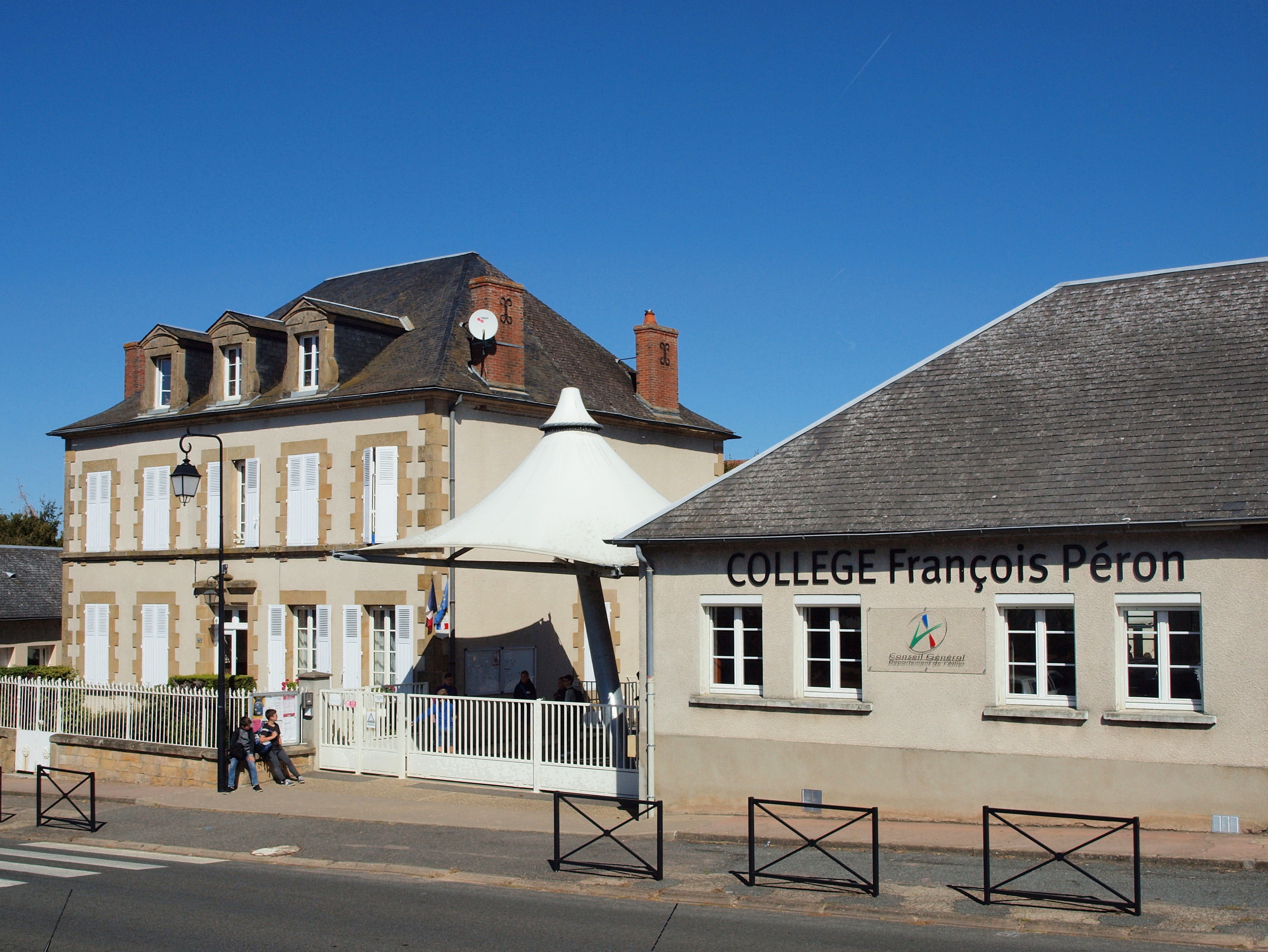
Collège
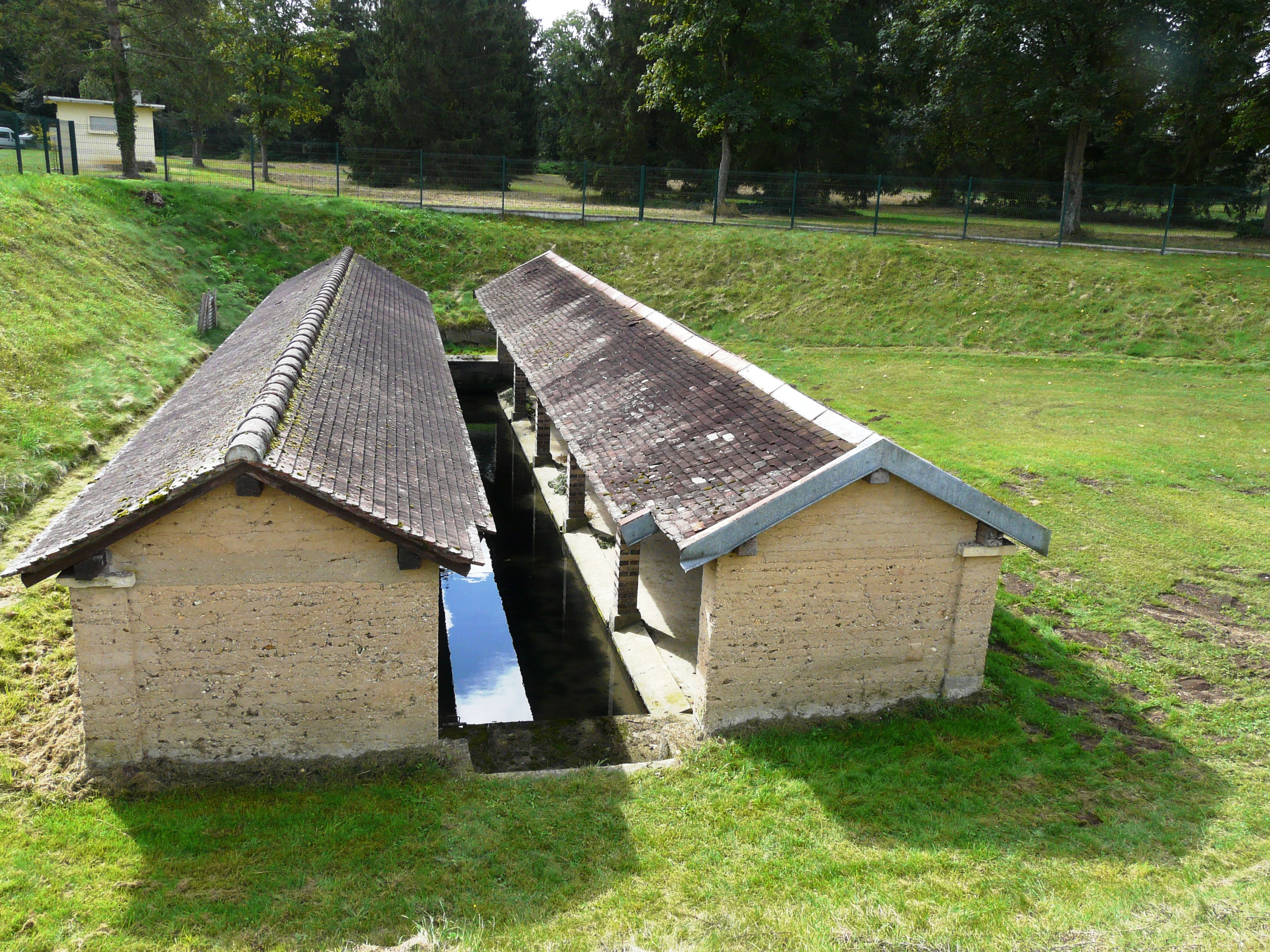
LavoirCharles-Louis-Philippe-Geburtshaus
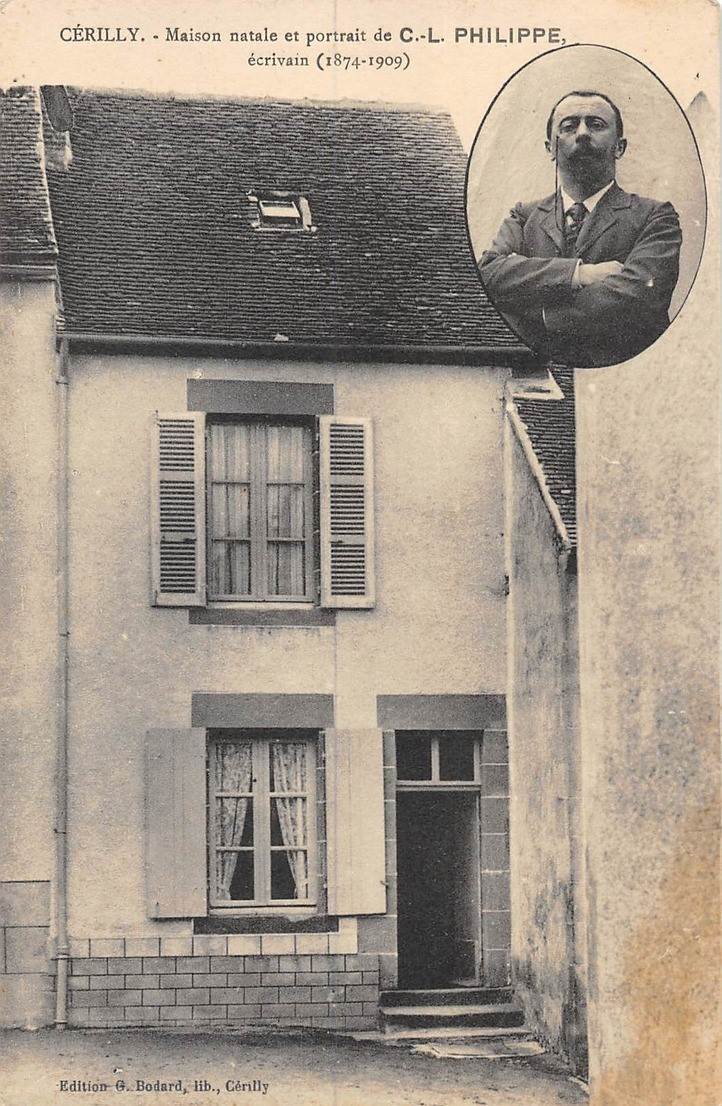
Geburtshaus von Charles-Louis Philippe
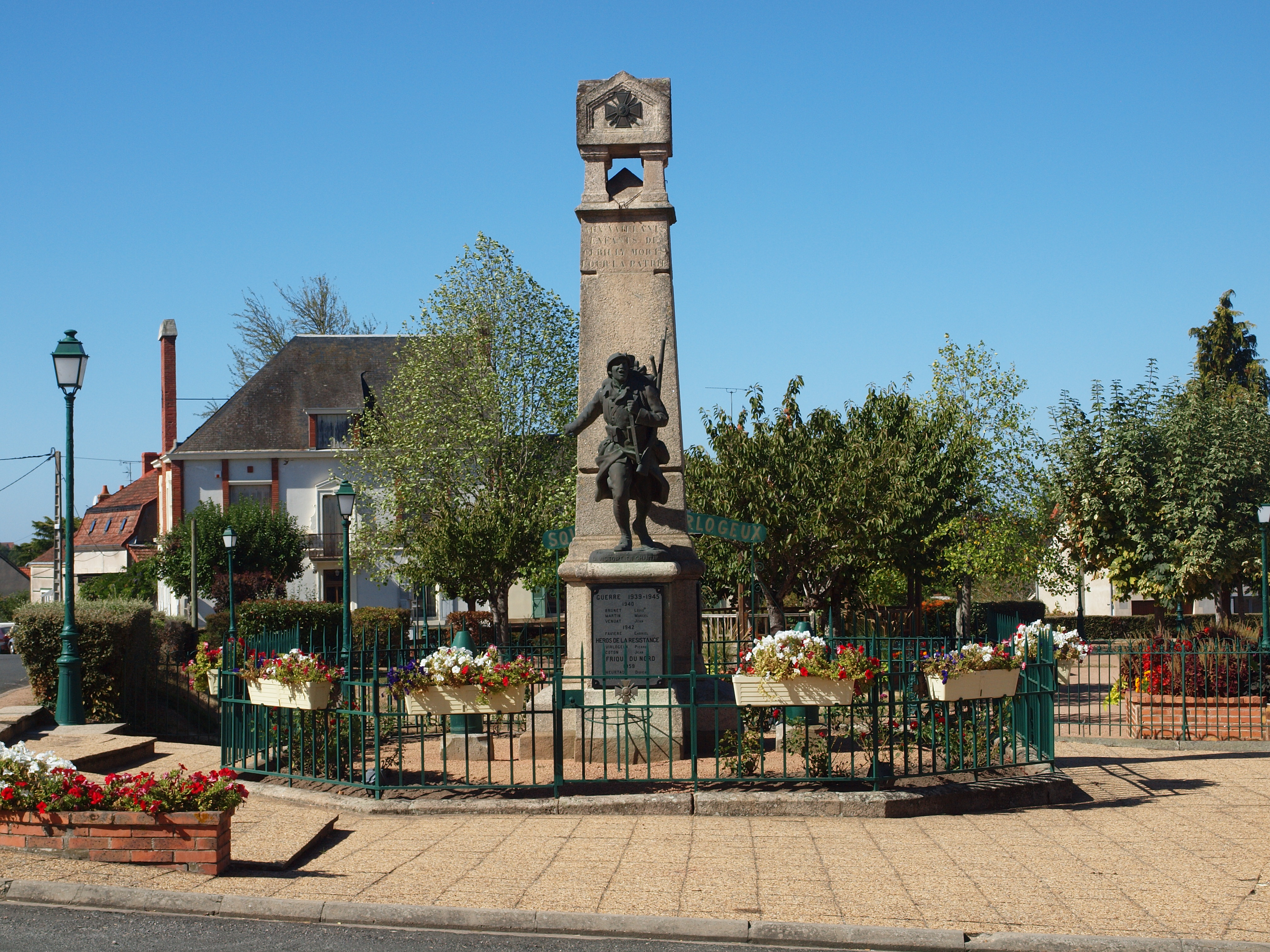
Gefallenendenkmal

## Persönlichkeiten
- Marcellin Desboutin (1823–1902), französischer Maler und Grafiker, 1823 in Cérilly geboren
- François Péron (1775–1810), französischer Naturforscher, 1775 in Cérilly geboren
- Charles-Louis Philippe (1874–1909), Schriftsteller und Dichter, 1874 in Cérilly geboren

## Belege
1. ↑  Kirche St. Martin in der Base Mérimée des französischen Kulturministeriums (französisch)